# Uszty-Kan
Uszty-Kan (oroszul Усть-Кан, dél-altaji nyelven Кан Оозы) falu Oroszországban, az Altaj köztársaság nyugati részén; az azonos nevű járás székhelye.

## Fekvése
A Csaris partján, a Kan mellékfolyó torkolatánál helyezkedik el. A legközelebbi vasútállomás 253 km-re, Bijszkben van.
A falutól 4 km-re, a Csaris középső folyásának jobb partján magasodó Ak-Tas- ('fehér kő') hegy barlangjában az ősember nyomait, kő- és csonteszközei találták meg.

## Lakossága
Lakosainak száma folyamatosan növekszik.
- 1979-ben 2 690 lakosa volt.
- 2002-ben 3 528 lakosa volt.
- 2010-ben 4 123 lakosa volt, akik főleg altajok és oroszok.